# V6 двигател
V6 двигател е V образен двигател с шест цилиндъра, монтирани на картера в две банки на три цилиндъра, обикновено сключващи ъгъл от 60 или 120 градуса един с друг, за равномерен запалителен цикъл или на 90 градуса, за икономии при производството, защото тази конфигурация позволява използването на една и съща производствена линия заедно с V8 двигателите, с всичките шест бутала задвижват общ колянов вал. В миналото са използвани и други ъгли като например 65 градуса от Ферари, или 80 градуса от Хонда. V6 е втората най-честа конфигурация за двигател в съвременните автомобили след редови четири цилиндров двигател.
V6 двигателя е една от най-компактните конфигурации на двигателя, с по-малка по дължина от редови четири цилиндрив двигател и с много по тесен дизайн от V8 двигател. Благодарение на компактната си дължина V6 двигателя е много по-удобен за на широко използваната оформление с напречен двигател при автомобилите с предно задвижване. Това е все по-често срещана комбинация, понеже пространството определено за двигателя в съвременните автомобили се намалява като в същото време се увеличават изисквания за мощност, и в голяма степен е заменил редовия шестцилиндров двигател, който е твърде дълъг, за да се побере в много съвременни двигателни отделения. V6 двигателят е широко разпространен за автомобили среден клас, често като опционален двигател, където стандартният е редови четири цилиндров двигател или като базов двигател, когато V8 двигателя е по-високо производствена опция по-висока цена.
Модерните V6 двигатели с турбо компресия имат конски сили и въртящ момент, сравним със съвременен V8 двигател с голям работен обеми атмосферно пълнене, като същевременно се намалява разхода на гориво и емисиите. Например двигателя на Групата Фолксваген 3.0 ТФСИ (TFSI), с компресор и инжекцион е сравним с 4.2 V8 двигател.
Съвременните V6 двигатели обикновено варират в обем от 2.5 до 4.0 L (150-240 Cu в), въпреки че по-големи и по-малки примери са произвеждани.